# Ignacio Palomo Álvarez
Ignacio Palomo Álvarez (Madrid, 8 de noviembre de 1965) es doctor en medicina y cirugía especialista en ginecología y obstetricia. Está especializado en revisiones y cirugías ginecológicas oncológicas y benignas, reproducción asistida con técnicas de fecundación in vitro (FIV), seguimiento de embarazos y partos.

## Biografía
Ignacio Palomo es el pequeño de doce hermanos. Su padre, internista, le transmitió su pasión por la medicina que estudió en la Universidad Autónoma de Madrid, donde en 1990 obtuvo la Licenciatura en Medicina y Cirugía.
Tras superar el examen MIR, obtiene una plaza como Médico Residente en el Hospital Universitario La Paz, dentro del Área Ginecología y Obstetricia donde entre 1992 y 1995 en realizó múltiples intervenciones quirúrgicas, entre las que destacan 570 partos eutócicos e instrumentales. En esta área su especialidad siempre fue la cirugía laparoscópica.
En septiembre de 1995, funda el Instituto de Ginecología y Medicina de la Reproducción junto al también Profesor Dr. Juan Ordás Santo-Tomás. En estos años su carrera evoluciona hacia la medicina de la reproducción, donde desarrolla todo tipo de actividades médico-quirúrgicas propias de su especialidad. Entre ellas destacan el seguimiento y control del embarazo único y múltiple, la asistencia a partos, la cirugía ginecológica y oncológica por vía abdominal, vaginal y laparoscopia, la amniocentesis, y las punciones de Fecundación In Vitro, inseminaciones y transferencia de embriones.
Este centro, posteriormente renombrado como Arpa Médica, se convierte en un referente en el área de reproducción asistida, entre otros factores, por su frenética actividad y por el perfil de algunos de sus pacientes que hace que algunos medios le llamen el ginecólogo de la “jet”.
En 2013, recibe un doctorado cum laude por su tesis “Valoración de la influencia del trasplante hepático en la fecundación y la gestación”. Este trabajo le valió el premio de doctorado de la Fundación López Sánchez otorgado por la Academia Nacional de Medicina en 2014. A partir de entonces es Profesor en la Universidad Alfonso X el Sabio.
En los últimos 10 años, cumple con la labor existencial de gestionar y dirigir Arpa Médica, un centro médico con base en Madrid que cuenta con más de 90 profesionales de la medicina y de la biología. Desde 2020, gestiona el Centro de Ginecología y Fertilidad de Oyala, la primera clínica de fertilidad de Guinea Ecuatorial que él mismo crea.

## Vinculación con el estamento político
Ignacio Palomo estuvo casado con Guillermina Mekuy, a la sazón entonces Ministra de Cultura de Guinea Ecuatorial. En la trama del caso Ábalos de 2024 la UCO encontró pagos por parte de la esposa de Koldo a una firma de Ignacio Palomo, que después resultaría adjudicataria de tres contratos durante la pandemia de COVID-19.

## Otras facetas
Ignacio Palomo Álvarez fue nombrado Cónsul Honorario de El Salvador en Madrid, lo que le permite realizar un proyecto para llevar a niños de El Salvador y otros países para ser intervenido quirúrgicamente y llevarlos de vuelta a su país.
El doctor Palomo es también halconero y pertenece al Real Gremio de Halconeros de España, una sociedad cinegética con orígenes en la época de los Reyes Católicos y de cuyo consejo de gobernadores forma parte este médico.
En 2016, crea la Fundación Dr. Palomo con el objetivo de mejorar la atención sanitaria con foco en la fertilidad y ginecología en España y África. Esta fundación también fomenta mediante un museo el arte africano moderno, primitivista o tradicional, comisariada por Carlos Abad.

## Reconocimientos
- Premio de doctorado en la Real Academia Nacional de Medicina a la mejor tesis.
- Cruz de plata al mérito de la Guardia Civil 2011.
- Cruz plata al mérito de la Policía Nacional 2017.[12]
- Académico de la Real Academia de la Mar.
- Patrón de la fundación Irene Villa.
- Premio excelencia en Ginecología y Reproducción Asistida 2017. Premios A Tu Salud del periódico La Razón.[13]